# Bianca Andreescu
Bianca Vanessa Andreescu (n. 16 iunie 2000, Mississauga⁠(d), Ontario, Canada) este o tenismană canadiană de origine română, ambii ei părinți fiind din România. Cea mai bună poziție atinsă în clasamentul WTA la simplu este locul 4 mondial pe care a obținut-o la 21 octombrie 2019. La 17 martie 2019 a câștigat titlul la Indian Wells Masters, fiind prima jucătoare posesoare a unui wild card care se impune la acest turneu. Pe 11 august 2019 a devenit prima canadiancă ce a câștigat Canadian Open, la 50 de ani distanță de titlul obținut de Faye Urban (în 1969). Pe 8 septembrie 2019 a câștigat US Open fiind prima jucătoare din Canada care câștigă un turneu de Grand Slam. Pe 1 februarie 2016, la junioare, s-a situat pe locul al treilea în clasamentul combinat realizat de Federația Internațională de Tenis (ITF). În anul 2017 Andreescu a câștigat titlurile de dublu ale turneelor de junioare Australian Open și Roland Garros alături de Carson Branstine.

## Viața timpurie
Andreescu s-a născut în Mississauga. Al doilea nume mic, Vanessa, a fost inspirat de actrița și cântăreața Vanessa Williams. S-a mutat în țara natală a părinților ei, România, pe când era copil și a început să joace tenis la vârsta de șapte ani. Andreescu și familia ei s-au mutat înapoi în Canada, unde s-a antrenat la Ontario Racquet Club în Mississauga. La vârsta de unsprezece ani, ea s-a antrenat la Centrul Național de Antrenament sub 14 ani din Toronto pentru sezonul 2011-2012. La vârsta de 14 ani, jucătoarea ei preferată era Simona Halep. 

## Cariera de tenis

### 2014
În ianuarie, Andreescu a câștigat Les Petits Ca, unul dintre cele mai prestigioase turnee dedicat celor sub 14 ani din lume. În iulie, ea a câștigat primul ei titlu la junioare în Havana, și primul titlu la dublu— cu Maria Tănăsescu—din Nassau, săptămâna următoare. A câștigat cel de-al doilea și al treilea titlu la junioare la Burlington

### 2019
În ianuarie la primul ei eveniment de la ASB Classic din Auckland s-a calificat pe tabloul principal și le-a învins pe Caroline Wozniacki și Venus Williams, două foste numărul unu mondial, astfel ajungând în prima ei finală WTA. Ea a învins-o pe Su-Wei Hsieh în semifinală ajungând în finală cu Julia Görges, campioana din 2018.
La turneul de Mare Șlem Australian Open s-a calificat pe tabloul principal unde a învins-o în prima rundă pe Whitney Osuigwe în 3 seturi, fiind apoi întrecută de Anastasia Sevastova în runda a doua tot în 3 seturi.
La turneul U.S. Open a câștigat finala după două seturi într-un meci jucat versus americanca Williams Serena devenind , la 19 ani , prima canadiancă care a câștigat un Grand Slam în carieră.

## Finale WTA

### WTA Simplu
| Legendă                                        |
| ---------------------------------------------- |
| Turnee de Grand Slam (1-0)                     |
| Turneul Campioanelor (0-0)                     |
| Tier I / Premier obligatoriu & Premier 5 (2-0) |
| Tier II / Premier (0-0)                        |
| Tier III, IV & V / Internațional (0-1)         |

| Finale pe suprafețe |
| ------------------- |
| Hard (1-1)          |
| Iarbă (0-0)         |
| Zgură (0-0)         |
| Sintetic (0-0)      |

| Rezultat     | V–Î | Data               | Turneu                                     | Nivel               | Suprafața | Adversară        | Scor          |
| ------------ | --- | ------------------ | ------------------------------------------ | ------------------- | --------- | ---------------- | ------------- |
| Finalistă    | 0-1 | 6 ianuarie 2019    | WTA Auckland Open, Auckland, Noua Zeelandă | International       | Hard      | Julia Görges     | 6-2, 5-7, 1-6 |
| Câștigătoare | 1-1 | 17 martie 2019     | Indian Wells Masters, SUA                  | Premier obligatoriu | Hard      | Angelique Kerber | 6-4, 3-6, 4-6 |
| Câștigătoare | 2-1 | 11 august 2019     | Rogers Cup Toronto, Canada                 | Premier 5           | Hard      | Serena Williams  | 3-1 ret.      |
| Câștigătoare | 7-0 | 08 septembrie 2019 | US Open                                    | Grand Slam          | Hard      | Serena Williams  | 6-3, 7-5      |

### WTA Dublu
| Legendă                               |
| ------------------------------------- |
| Turnee de Grand Slam (1-0)            |
| Turneul Campioanelor (0-0)            |
| Premier obligatorii & Premier 5 (0-0) |
| Premier (0-0)                         |
| Internaționale (0-1)                  |

| Titluri pe suprafață |
| -------------------- |
| Hard (1-0)           |
| Iarbă (0-0)          |
| Zgură (0-0)          |
| Sintetic (0-1)       |

| Rezultat  | V–Î | Data            | Turneu                    | Nivel         | Suprafață | Parteneră        | Adversare                     | Scor     |
| --------- | --- | --------------- | ------------------------- | ------------- | --------- | ---------------- | ----------------------------- | -------- |
| Finalistă | 0-1 | septembrie 2017 | Tournoi de Québec, Canada | Internațional | Sintetic  | Carson Branstine | Timea Babos Andrea Hlaváčková | 3-6, 1-6 |

## Finale WTA 125K

### Simplu: 1 (1 titlu)
| Rezultat      | V–Î | Dată          | Turneu                                        | Suprafață | Adversară      | Scor          |
| ------------- | --- | ------------- | --------------------------------------------- | --------- | -------------- | ------------- |
| Câștigătoare, | 1–0 | ianuarie 2019 | Oracle Challenger Series – Newport Beach, SUA | Hard      | Jessica Pegula | 0–6, 6–4, 6–2 |

## Finale ITF

### Simplu: 7 (3 titluri, 4 finale)
| Legendă            |
| ------------------ |
| Turnee de 100.000$ |
| Turnee de 75.000$  |
| Turnee de 50.000$  |
| Turnee de 25.000$  |
| Turnee de 15.000$  |
| Turnee de 10.000$  |

| Rezultat     | V–Î | Dată           | Turneu                           | Categorie | Suprafață | Adversară          | Scor                      |
| ------------ | --- | -------------- | -------------------------------- | --------- | --------- | ------------------ | ------------------------- |
| Finalistă    | 0–1 | august 2015    | Gatineau, Canada                 | 25.000    | Hard      | Alexa Glatch       | 4–6, 3–6                  |
| Câștigătoare | 1–1 | august 2016    | Gatineau, Canada                 | 25.000    | Hard      | Elizabeth Halbauer | 6–2, 7–5                  |
| Finalistă    | 1–2 | octombrie 2016 | Saguenay, Canada                 | 50.000    | Hard      | CiCi Bellis        | 4–6, 2–6                  |
| Câștigătoare | 2–2 | februarie 2017 | Rancho Santa Fe, Statele Unite   | 25.000    | Hard      | Kayla Day          | 6–4, 6–1                  |
| Câștigătoare | 3–2 | aprilie 2017   | Santa Margherita di Pula, Italia | 25.000    | Zgură     | Bernarda Pera      | 6–7(8–10), 6–2, 7–6(10–8) |
| Finalistă    | 3–3 | aprilie 2018   | Kōfu, Japonia                    | 25.000    | Hard      | Luksika Kumkhum    | 3–6, 3–6                  |
| Finalistă    | 3–4 | aprilie 2018   | Kashiwa, Japonia                 | 25.000    | Hard      | Luksika Kumkhum    | 3–6, 6–7(4–7)             |

### Dublu: 3 (2 titluri, o finală)
| Legendă            |
| ------------------ |
| Turnee de 100.000$ |
| Turnee de 75.000$  |
| Turnee de 50.000$  |
| Turnee de 25.000$  |
| Turnee de 15.000$  |
| Turnee de 10.000$  |

| Rezultat     | V–Î | Data             | Turneu           | Categorie | Suprafață | Partner                      | Adversare                                                   | Score                 |
| ------------ | --- | ---------------- | ---------------- | --------- | --------- | ---------------------------- | ----------------------------------------------------------- | --------------------- |
| Câștigătoare | 1–0 | august 2016      | Gatineau, Canada | 25.000    | Hard      | Charlotte Robillard-Millette | Mana Ayukawa Samantha Murray                                | 4–6, 6–4, [10–6]      |
| Finalistă    | 1–1 | octombrie 2016   | Saguenay, Canada | 50.000    | Hard (i)  | Charlotte Robillard-Millette | Elena Bogdan Mihaela Buzărnescu                             | 4–6, 7–6(7–4), [6–10] |
| Câștigătoare | 2–1 | octombrie 2017}} | Saguenay, Canada | 60.000    | Hard (i)  | Carol Zhao                   | Francesca Di Lorenzo Format:Country data NZA Erin Routliffe | Walkover              |

## Finale de Grand Slam la junioare

### Dublu: 2 (2 titluri)
| Rezultat     | An   | Turneu          | Suprafață | Parteneră        | Adversare                            | Scor          |
| ------------ | ---- | --------------- | --------- | ---------------- | ------------------------------------ | ------------- |
| Câștigătoare | 2017 | Australian Open | Ciment    | Carson Branstine | Maja Chwalińska Iga Świątek          | 6-1, 7-6(7-4) |
| Câștigătoare | 2017 | Open-ul Francez | Zgură     | Carson Branstine | Olesya Pervushina Anastasia Potapova | 6-1, 6-3      |

## Rezultate la turneele de Grand Slam
| Turneu               | 2017 | 2018 | 2019 | SR    | V–Î | Câștigat % |
| -------------------- | ---- | ---- | ---- | ----- | --- | ---------- |
| Turnee De Grand Slam |      |      |      |       |     |            |
| Australian Open      | A    | C1   | R2   | 1 / 1 | 1-1 | –          |
| Open-ul Francez      | C1   | C3   |      | 0 / 0 | 0-0 | –          |
| Wimbledon            | R1   | C3   |      | 0 / 1 | 0-1 | 0%         |
| US Open              | C1   | C1   |      | 0 / 0 | 0-0 | –          |
| Câștigat–Pierdut     | 0-1  | 0-0  | 1-1  | 1-2   | 1-2 | 0%         |

## Premii
- 2017 – Fed Cup Heart Award[12]
- 2017 – Jucătoarea anului din Canada feminin jucătorul anului[13]

## Legături externe
- Bianca Andreescu la Women's Tennis Association
- Bianca Andreescu la International Tennis Federation
- Bianca Andreescu Arhivat în 31 martie 2019, la Wayback Machine. la Fed Cup
- Bianca Andreescu este noua campioană de la US Open 2019, 8 septembrie 2019, digisport.ro